# Kurt Falk
Kurt Falk (* 23. November 1933 in Wien; † 15. November 2005) war ein österreichischer Medienunternehmer. Er war Eigentümer und Herausgeber der größten österreichischen Wochenzeitung Die ganze Woche.

## Leben
Nach dem Gymnasium arbeitete Kurt Falk als Buchhalter und wurde Finanz-Chef bei Persil. 1959 war er als Vertrauter Franz Olahs Mitbegründer der Tageszeitung Neue Kronen Zeitung und war an deren wirtschaftlichen Erfolg wesentlich beteiligt.
Falk gilt als der Erfinder der Sonntagsstandln, die heute in ganz Österreich verwendet werden. Dabei handelt es sich um an Straßenlaternen oder Verkehrsschildern angebrachte Plastiksäcke, aus denen die Wochenendausgaben der Tageszeitung entnommen werden können. Die Entnahme ist mit einer Zahlungsverpflichtung verbunden. Mit Gewinnspielen, bei denen etwa ein Haus zu gewinnen ist, führte Falk ein weiteres Novum in der österreichischen Medienlandschaft ein.
Als Falk 1974 anstrebte, Hans Dichand als Chefredakteur abzulösen, kam es zum Streit – und in der Folge zum endgültigen Zerwürfnis – zwischen den beiden Krone-Teilhabern. Falk legte daraufhin seine Funktion als Geschäftsführer zurück.
1978 kaufte er die Spielzeugfirma Matador, gab diese aber 1987 wieder ab.
1985 gründete Falk die Wochenzeitschrift Die ganze Woche. Erst 1987 konnte Dichand Falk aus der Krone auszahlen, die deutsche WAZ-Gruppe übernahm dessen Anteile von 50 Prozent für rund 2,2 Milliarden Schilling. Mit diesem Vermögen gründete Falk 1992 die Boulevardzeitung täglich Alles. Im Jahr 2000 wurde die Printausgabe der Zeitung jedoch trotz immenser Auflage eingestellt, für mehrere Monate erschien täglich Alles noch im Internet.
Ein Jahr später übergab Falk die Ganze Woche an seine Söhne Samuel und Noah. 2002 startete Kurt Falk das Kochmagazin Feinspitz, das wenig erfolgreiche Heft wurde jedoch bald zu einem Teil der Ganzen Woche.
Kurt Falk starb am 15. November 2005 im 72. Lebensjahr an den Folgen einer Krebserkrankung. Er wurde am Hernalser Friedhof bestattet.